# Mazda CX-9
De Mazda CX-9 is een cross-over in de middenklasse van het Japanse automerk Mazda. Het model werd geïntroduceerd in 2007 en in 2015 werd de vijfde generatie aangekondigd.

## Technische informatie
| Algemene technische informatie | Algemene technische informatie         |
| Onderdeel                      | Informatie                             |
| ------------------------------ | -------------------------------------- |
| Lengte                         | 5 meter                                |
| Breedte                        | 1,9 meter                              |
| Hoogte                         | 1,7 meter                              |
| Wielbasis                      | 2,9 meter                              |
| Gewicht                        | 2000 kg                                |
| Aandrijving                    | 2WD, AWD (optioneel)                   |
| Versnellingsbak                | 6 versnellingen manueel of automatisch |
| Euro NCAP                      | 4 op de 5 sterren                      |
| Uitvoeringen                   | 3.5 L V6 3.7 L V6                      |

## Modellen

### Eerste generatie (2007-2008)

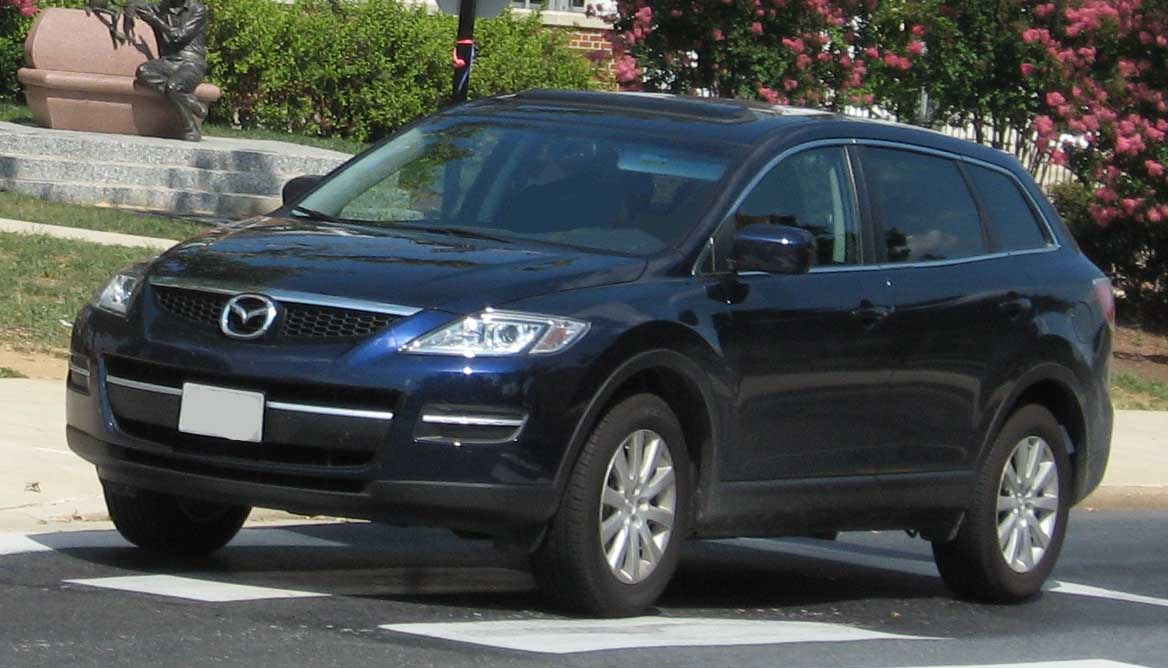
Eerste generatie Mazda CX-9

In 2007 begon de productie van de eerste generatie CX-9, die uitgerust is met een 3,5 liter Cyclone V6. De auto, die met vier op de vijf sterren uit de Euro NCAP veiligheidstest komt, is uitgerust met Dynamic Stability Control, tractiecontrole, Roll Stability Control en zijdelingse airbags en drie rijen gordijnairbags.
Door tegenvallende verkoopcijfers wordt de Mazda CX-9 in 2008 reeds door de tweede generatie vervangen. Dit zou vooral door de concurrentie met het eigen model CX-7 komen.

### Tweede generatie (2008-2010)

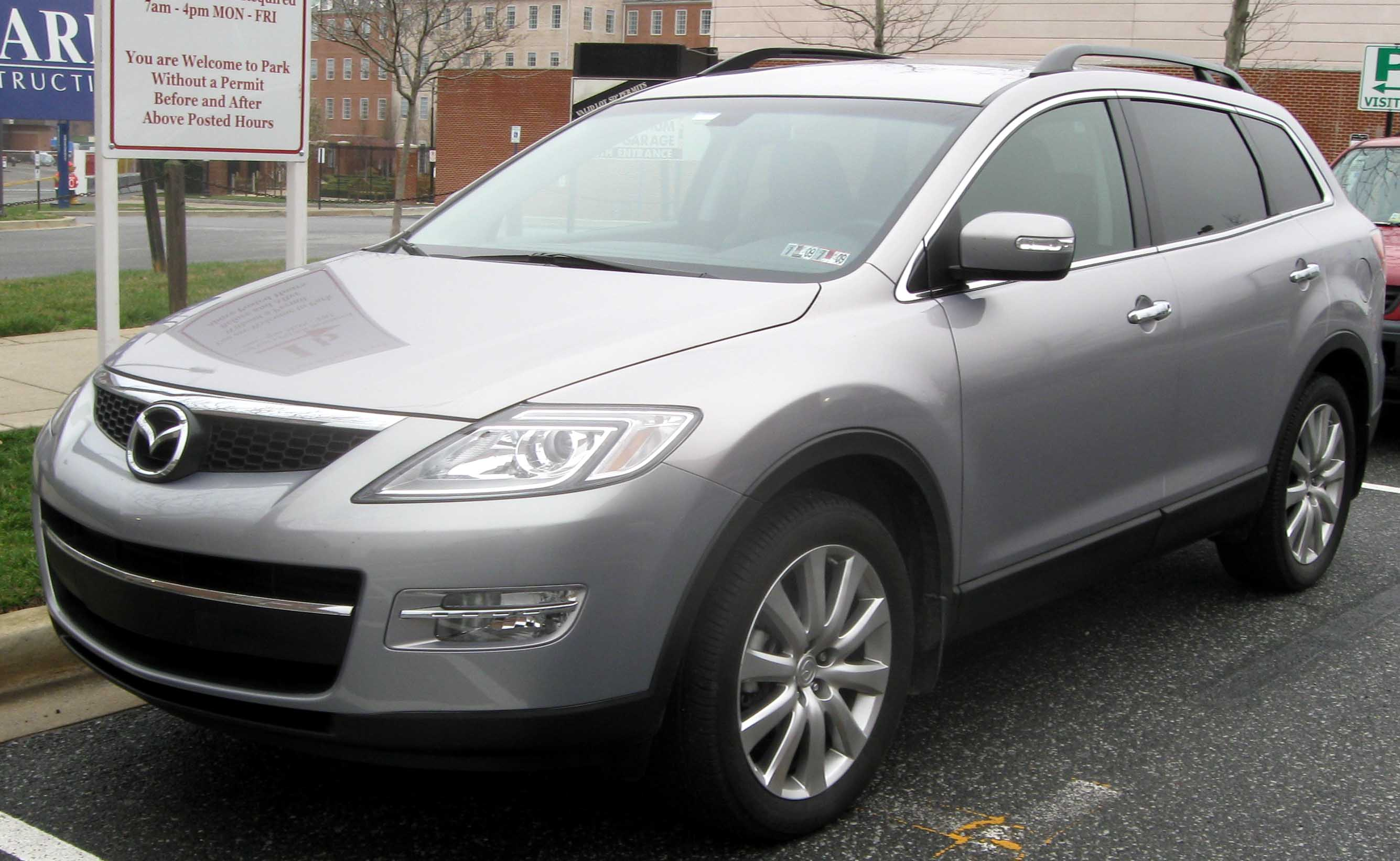
Tweede generatie CX-9

In 2008 upgrade Mazda de motor van 3,5 liter V6 naar 3,7 liter V6. Daarnaast voegde Mazda een rear-view mirror camerasysteem  (waardoor op een display de ruimte tussen de achterbumper en het obstakel weergegeven wordt) en een ontwijkingssysteem (om frontale botsingen te voorkomen) toe.
| Technische informatie 3.7 L | Technische informatie 3.7 L    |
| Onderdeel                   | Informatie                     |
| --------------------------- | ------------------------------ |
| Motor                       | 3,7 liter MZR V6 (6 cilinders) |
| Kracht                      | 204 kW                         |
| Koppel                      | 366 Nm                         |
| Brandstof                   | Benzine                        |

### Derde generatie (2010-2013)

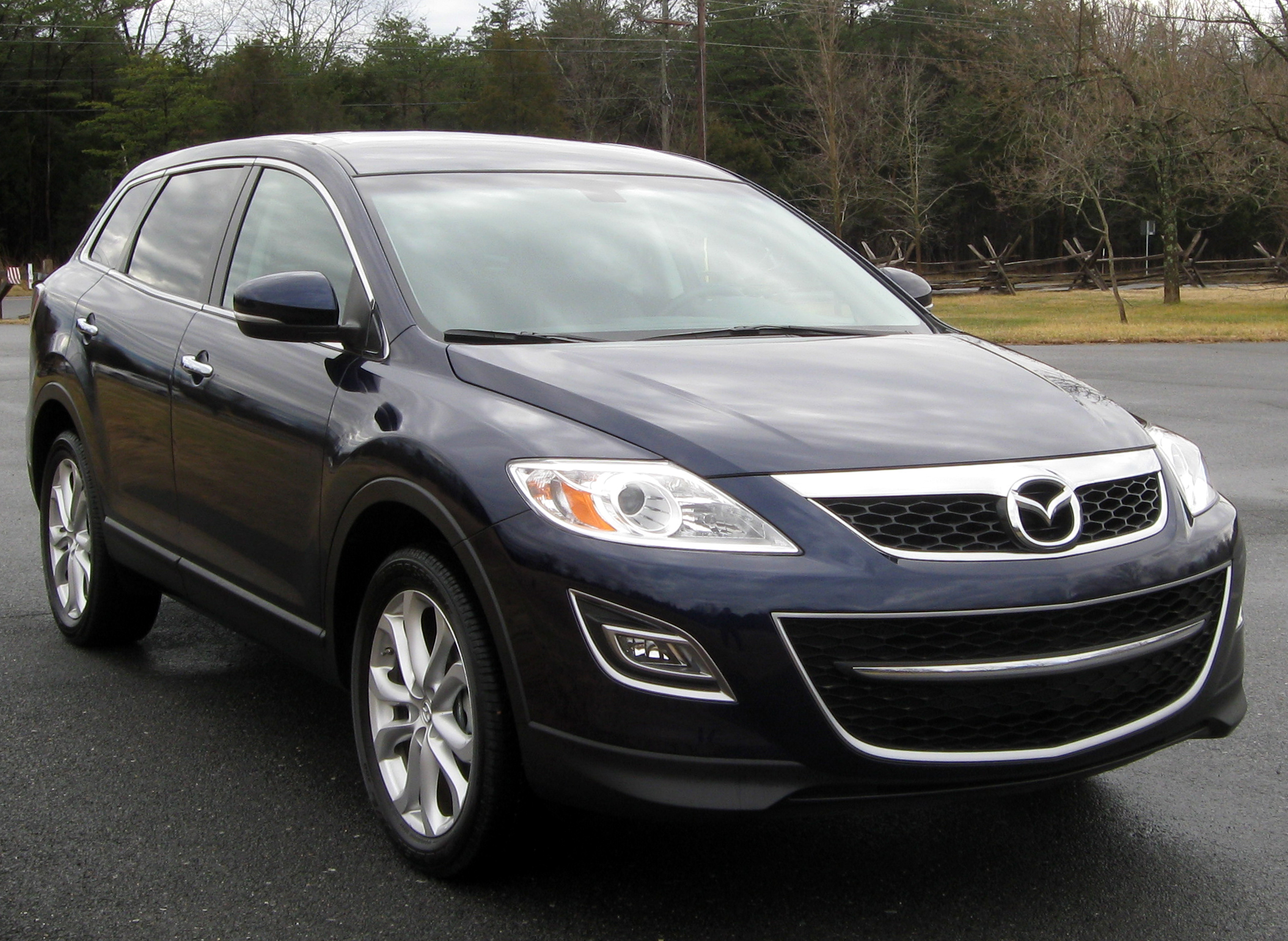
Derde generatie CX-9

De derde generatie werd op de New York International Auto Show van 2009 gepresenteerd. De derde generatie bevat alleen cosmetische veranderingen, zoals een nieuwe voorbumper, een nieuw, luxueuzer interieur en een vernieuwd temperatuursysteem. De technische eigenschappen blijven gelijk.
In 2013 is de derde generatie door de vierde generatie vervangen.

## Galerij

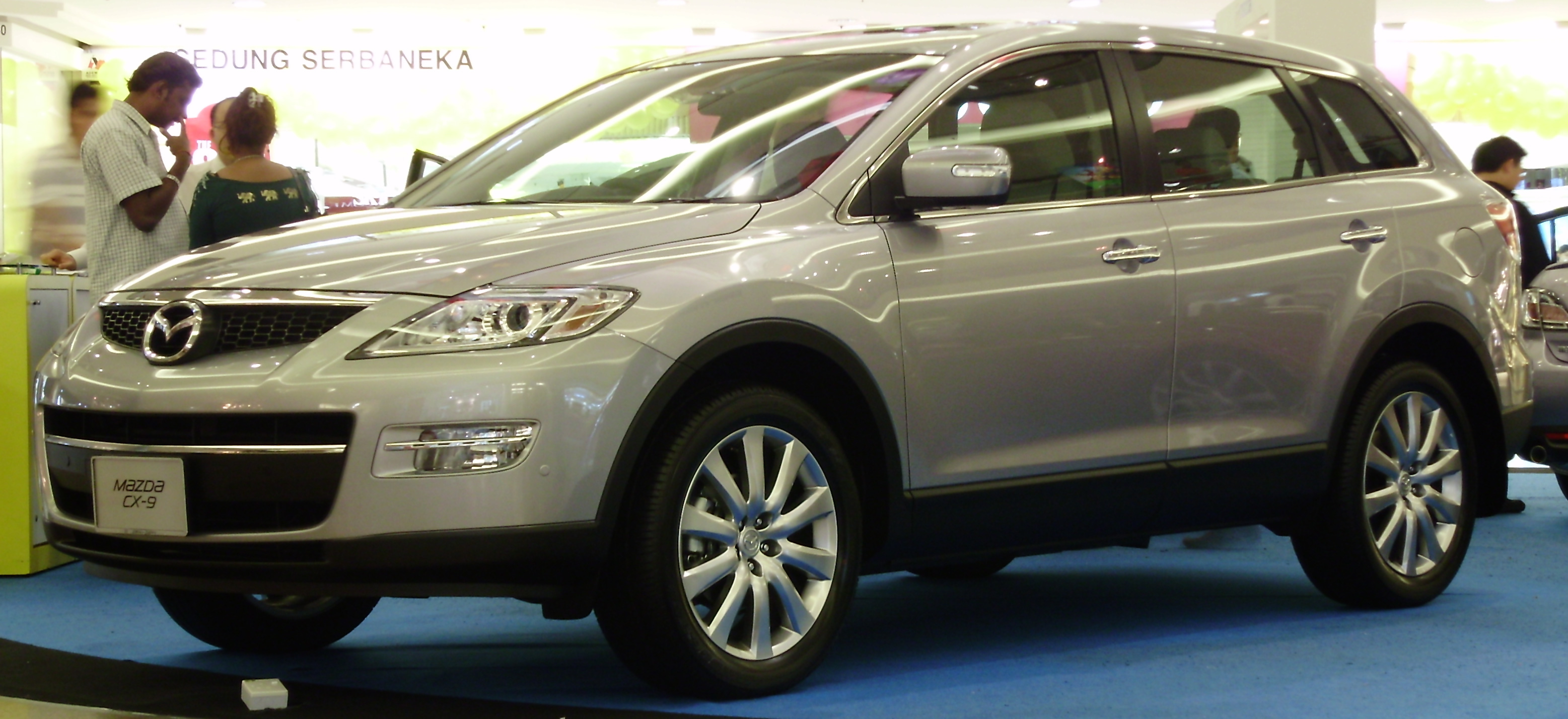
Vooraanzicht eerste generatie
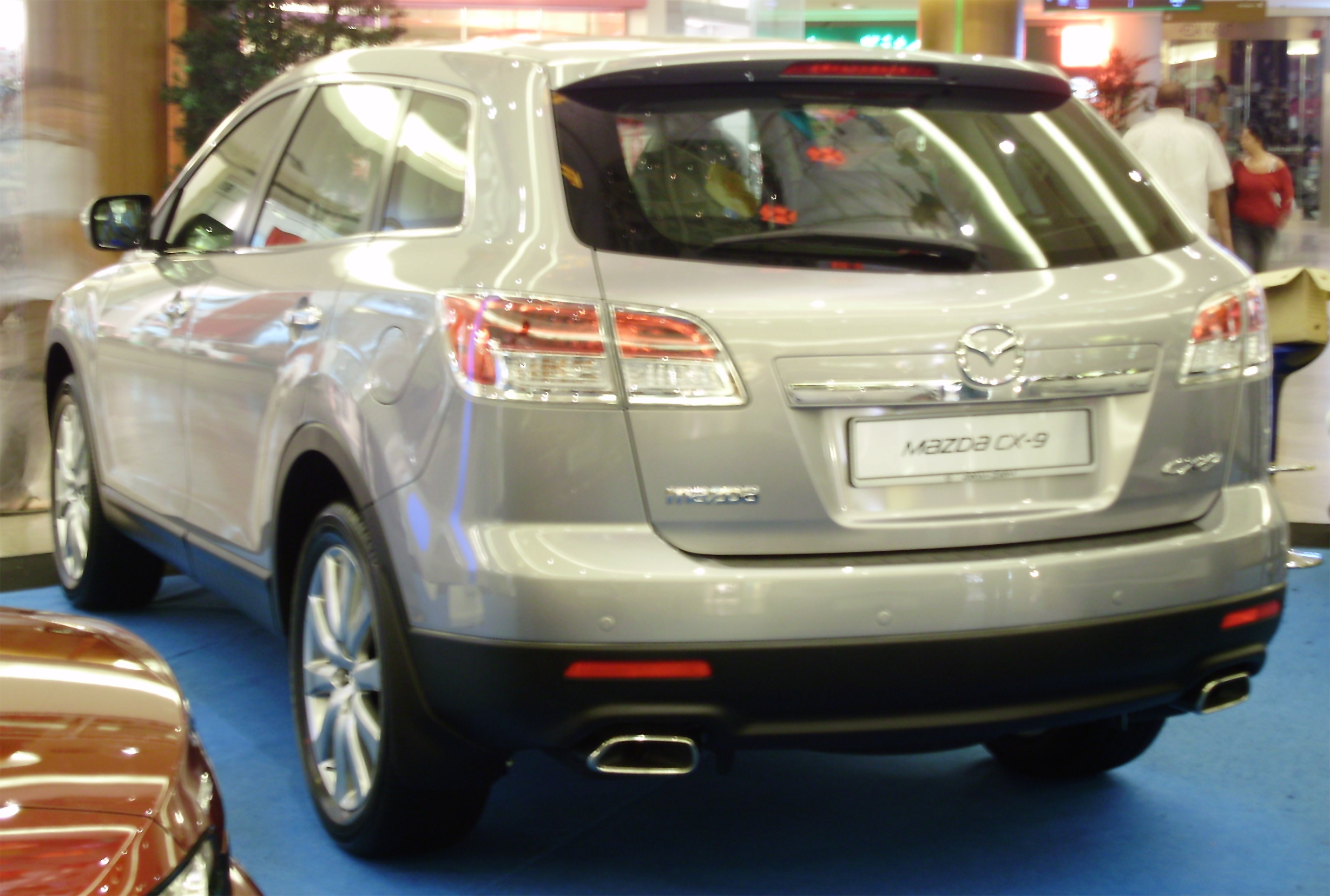
Achteraanzicht eerste generatie
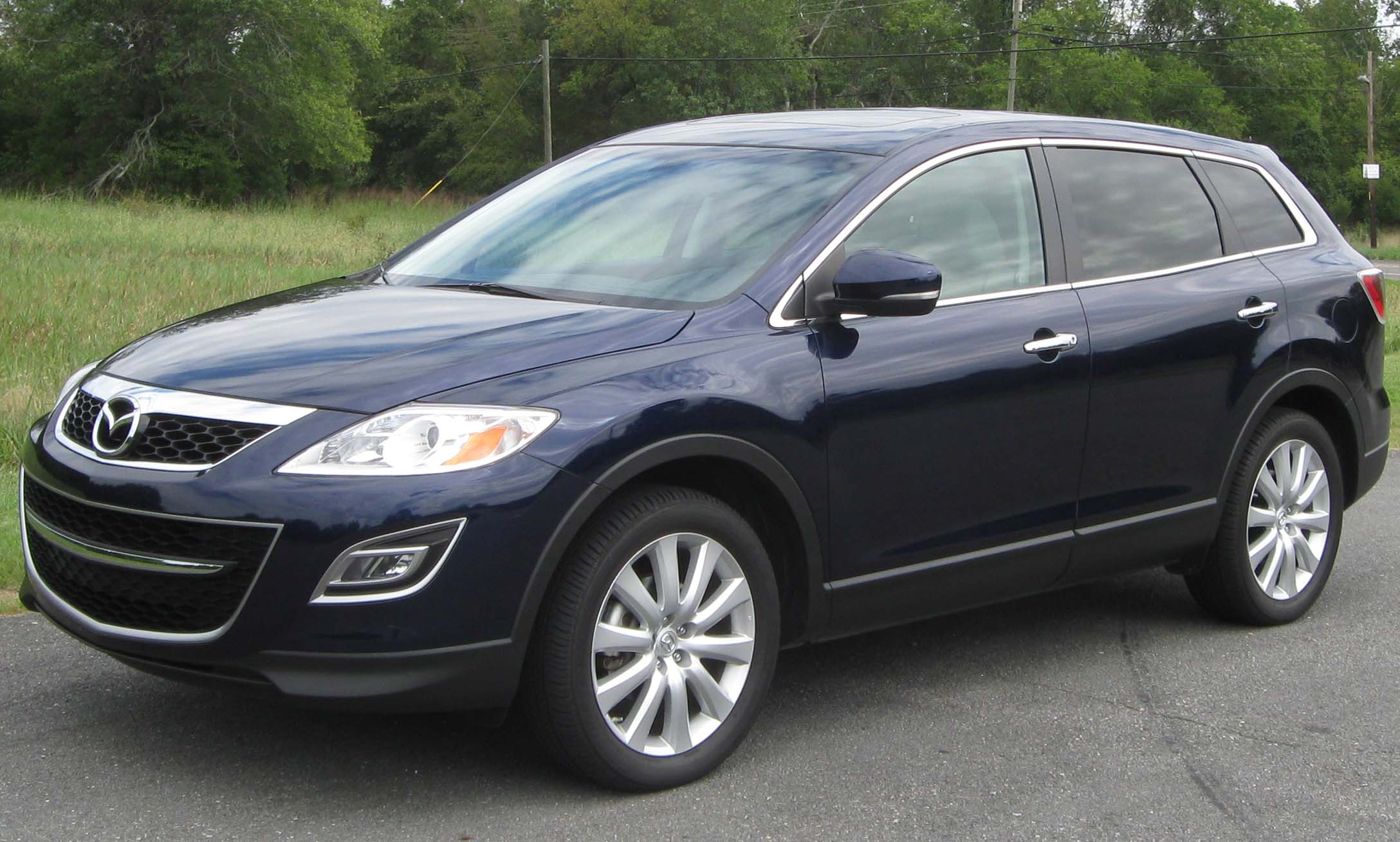
Derde generatie

Concept-modellen:
Furai
Huidige modellen in Nederland:
2 ·
3 ·
6 ·
CX-3 ·
CX-30 ·
MX-30 ·
CX-5 ·
MX-5 ·
Huidige modellen internationaal:
BT-50 ·
Carol ·
CX-4 ·
CX-9 ·
E-Series ·
Scrum ·
Spiano ·
Titan ·
1960-1969
1000/1300 ·
1500 ·
B-Series ·
Carol ·
Cosmo ·
E360 ·
E-Series ·
R130 ·
R360
1970-1979
323 ·
626 ·
929 ·
Roadpacer ·
RX-2 ·
RX-3 ·
RX-4 ·
RX-5 ·
RX-7
1980-1989
121 ·
MPV ·
MX-6 ·
1990-1999
AZ-Offroad ·
AZ-Wagon ·
Demio ·
Laputa ·
MX-3 ·
Navajo ·
Premacy ·
Xedos 6 ·
Xedos 9
2000-2009
5 ·
Biante ·
CX-7 ·
RX-8 ·
Spiano ·
Tribute ·
Verisa ·